# Anatoli Jrapaty
Anatoli Mijáilovich Jrapaty –en ruso, Анатолий Михайлович Храпатый– (Tselinogrado, 20 de octubre de 1963-Astaná, 11 de agosto de 2008) fue un deportista kazajo que compitió para la Unión Soviética en halterofilia.
Participó en tres Juegos Olímpicos de Verano, entre los años 1988 y 2000, obteniendo una medalla de oro en Seúl 1988 (categoría de 90 kg) y una de plata en Atlanta 1996 (99 kg).
Ganó siete medallas en el Campeonato Mundial de Halterofilia entre los años 1985 y 1995, y siete medallas en el Campeonato Europeo de Halterofilia entre los años 1984 y 1990.
En 1985 fue galardonado con la Medalla de la Distinción Laboral. Entre 1998 y 2003 fue el entrenador jefe de la selección kazaja de halterofilia. Falleció en un accidente de motocicleta, a la edad de 45 años.

## Palmarés internacional
| Representando a la URSS    |                          |                   |           |
| Juegos Olímpicos           |                          |                   |           |
| Año                        | Lugar                    | Medalla           | Categoría |
| 1988                       | Seúl (Corea del Sur)     | Medalla de oro    | 90 kg     |
| Campeonato Mundial         |                          |                   |           |
| Año                        | Lugar                    | Medalla           | Categoría |
| 1985                       | Södertälje (Suecia)      | Medalla de oro    | 90 kg     |
| 1986                       | Sofía (Bulgaria)         | Medalla de oro    | 90 kg     |
| 1987                       | Ostrava (Checoslovaquia) | Medalla de oro    | 90 kg     |
| 1989                       | Atenas (Grecia)          | Medalla de oro    | 90 kg     |
| 1990                       | Budapest (Hungría)       | Medalla de oro    | 90 kg     |
| Campeonato Europeo         |                          |                   |           |
| Año                        | Lugar                    | Medalla           | Categoría |
| 1984                       | Vitoria (España)         | Medalla de bronce | 82,5 kg   |
| 1985                       | Katowice (Polonia)       | Medalla de bronce | 82,5 kg   |
| 1986                       | Karl-Marx-Stadt (RDA)    | Medalla de oro    | 90 kg     |
| 1987                       | Reims (Francia)          | Medalla de oro    | 90 kg     |
| 1988                       | Cardiff (Reino Unido)    | Medalla de oro    | 90 kg     |
| 1989                       | Atenas (Grecia)          | Medalla de oro    | 90 kg     |
| 1990                       | Ålborg (Dinamarca)       | Medalla de oro    | 90 kg     |
| Representando a Kazajistán |                          |                   |           |
| Juegos Olímpicos           |                          |                   |           |
| Año                        | Lugar                    | Medalla           | Categoría |
| 1996                       | Atlanta (Estados Unidos) | Medalla de plata  | 99 kg     |
| Campeonato Mundial         |                          |                   |           |
| Año                        | Lugar                    | Medalla           | Categoría |
| 1993                       | Melbourne (Australia)    | Medalla de bronce | 91 kg     |
| 1995                       | Cantón (China)           | Medalla de bronce | 99 kg     |